# 水舞 (建筑艺术)

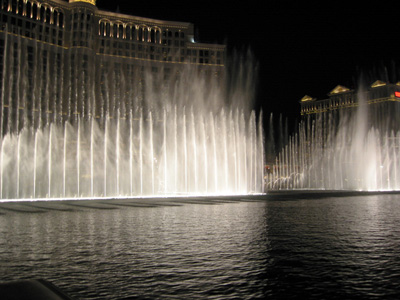
拉斯維加斯，貝拉吉歐飯店前的壯觀水舞表演

水舞，是一種新的建築藝術，屬於戶外人工噴泉的一種。
除此之外，傳統土風舞中也有一種稱為水舞的同名曲目，在葉門人的土風舞當中，就有水舞一曲，慶祝尋獲水源。
不過當代提到水舞，大部份還是提到以電腦控制的戶外人工噴泉造景，因為它們已經成為旅遊的重點之一。以多組的沉水馬達，配上好幾種顏色的燈光，以及固定的音樂曲目，使得水舞在演出時，相當華麗奪目。
水舞的設計系統多半需要強力的馬達，大量的水，還有不同設計的噴水頭，然後用電腦設計噴水出來的時間，強度，再搭配常用的模組，例如波浪模組等，組合成一支舞蹈。因此也有人將水舞稱做動感噴泉，音樂水舞等。
著名的水舞系統有相當多，當代遊樂設施中幾乎都有水舞的表演，近來甚至有水舞出租系統，也就是可移動的大型水舞系統，跟隨著短期活動一起演出。然而，最廣為人知的水舞系統，恐怕仍是美國拉斯維加斯市貝拉焦飯店(Bellagio Hotel)的噴泉水舞秀"The Fountains"。占地12公頃，容量50萬加崙，1175個噴水孔，6200個燈光，最高的噴水口可噴到250呎。每年都吸引了相當多的遊客。全部由美國水景設計公司(Wet design)設計，1998年10月完工。
根據美國水景設計公司的說法，第一個獲得專利的水舞系統應該是1986年動工的美國德州達拉斯聯合國銀行大樓(Texas Commerce Bank Tower)前的噴泉。然而最早的設計可追溯到1976年佛羅里達州华特迪士尼世界未來世界的跳蛙瀑布系統(Leapfrog Water Fountains of Epcot Center)。

## 外部連結
- 用Google看Bellagio Fountains的圖片
- Bellagio噴水池 （页面存档备份，存于）－中文
- 水景設計Wet design－中文